# Morituri te salutant (píseň)
Morituri te salutant je píseň Karla Kryla poprvé vydaná na albu Bratříčku, zavírej vrátka (1969) jako sedmá píseň v pořadí a poslední skladba strany A. Později ji přezpívali i další interpreti. Morituri te salutant znamená: Jdoucí na smrt tě zdraví.
Píseň vznikla v roce 1967 v době pobytu Karla Kryla v Novém Jičíně. V listopadu 1968 byla jako již několikátá Krylova píseň nasazena do rozhlasové hitparády Čtrnáct na houpačce manželů Černých. Podobně jako ty předchozí však hned vypadla (skončila na 12. místě). Úspěch zaznamenala až následující Bratříčku, zavírej vrátka.
Na jednom z prvních autografů Kryl píseň uvedl tradovaným posledním výrokem Johna Keatse: „Cítím, jak nade mnou rostou květy.“
Daniela, zmíněná v textu písně, je údajně Daniela Včeličková-Kučerová, dcera spisovatele Gézy Včeličky.
Písní Morituri te salutant Karel Kryl zahájil svůj blok na Přehledu nezávislé československé kultury ve Wrocławi na začátku listopadu 1989. Šlo o jeho první koncert pro československé publikum od jeho emigrace (a také první koncert v Polsku). Zahajoval tak i první koncerty po návratu do Československa, Koncert pro všechny slušný lidi či pravděpodobně koncert v Lucerně 21. ledna 1990, jak zaznamenává album Live! (2006).

## Hodnocení
Podle Vojtěcha Klimta, předsedy Klubu Karla Kryla, patří Morituri te salutant k tomu nejlepšímu, co kdy Kryl napsal.

## Nahrávky

### Karel Kryl
- Bratříčku, zavírej vrátka, 1969, 1990, 1991, 1995, 2002; 2006 (v rámci 2CD Bratříčku, zavírej vrátka)
  - Piosenky Karla Kryla, 1986
  - To nejlepší, 1993, 2009
  - Šuplíky, 2005
  - Barvy českého folku, 1999
  - Běž domů, Ivane!, 2008
- Bratříčku, zavírej vrátka!, 1971, 1980, 1984; 2006 (v rámci 2CD Bratříčku, zavírej vrátka)
- Karel Kryl in Boston '88, 1988
- Karel Kryl – Nachtasyl, 1988 – videonahrávka
- Karel Kryl – Filmový portrét, 1991 – videonahrávka
- Karel Kryl śpiewa we Wrocławiu, 2004
- Live!, 2006
- Koncert z Melbourne, 2006
- Koncert ze Sydney, 2006
- Živě Československu 1969, 2009

### Další interpreti
- Raven: Salome a další písně Karla Kryla, 1994
- Törr: Morituri te salutant, 1996 (byl i natočen klip)
- Törr: Live, 1997
- Unisono: Na cestě, 1997
- Daniel Landa: Vltava tour, 2003, 2004, 2005, 2005
- Daniel Landa: Vltava tour & Best of video, 2003, 2008
- Daniel Landa: Večer s písní Karla Kryla pro český národ, 2004
- The Tap Tap, Huculyk: Hopšidyridy, 2006[8]
- Mošny: Dej si čas, 2019[9]